# San Pedro Sacatepéquez (San Marcos)
San Pedro Sacatepéquez è un comune del Guatemala facente parte del dipartimento di San Marcos.
L'origine dell'abitato risale all'emigrazione di tribù cacciate dal nord del Messico da invasori provenienti da nord. La zona venne posta sotto il dominio spagnolo da Juan de León y Cardona nel 1533.